# St. Arnaud (Australia)
St. Arnaud – miasto w Australii, w stanie Wiktoria.